# Escola Moderna

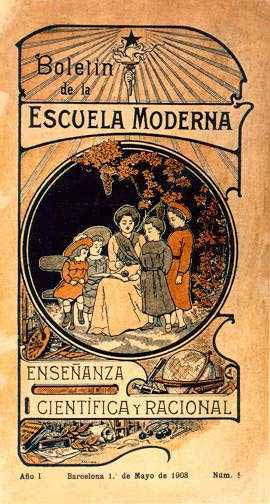
Imatge del butlletí de l'Escola Moderna

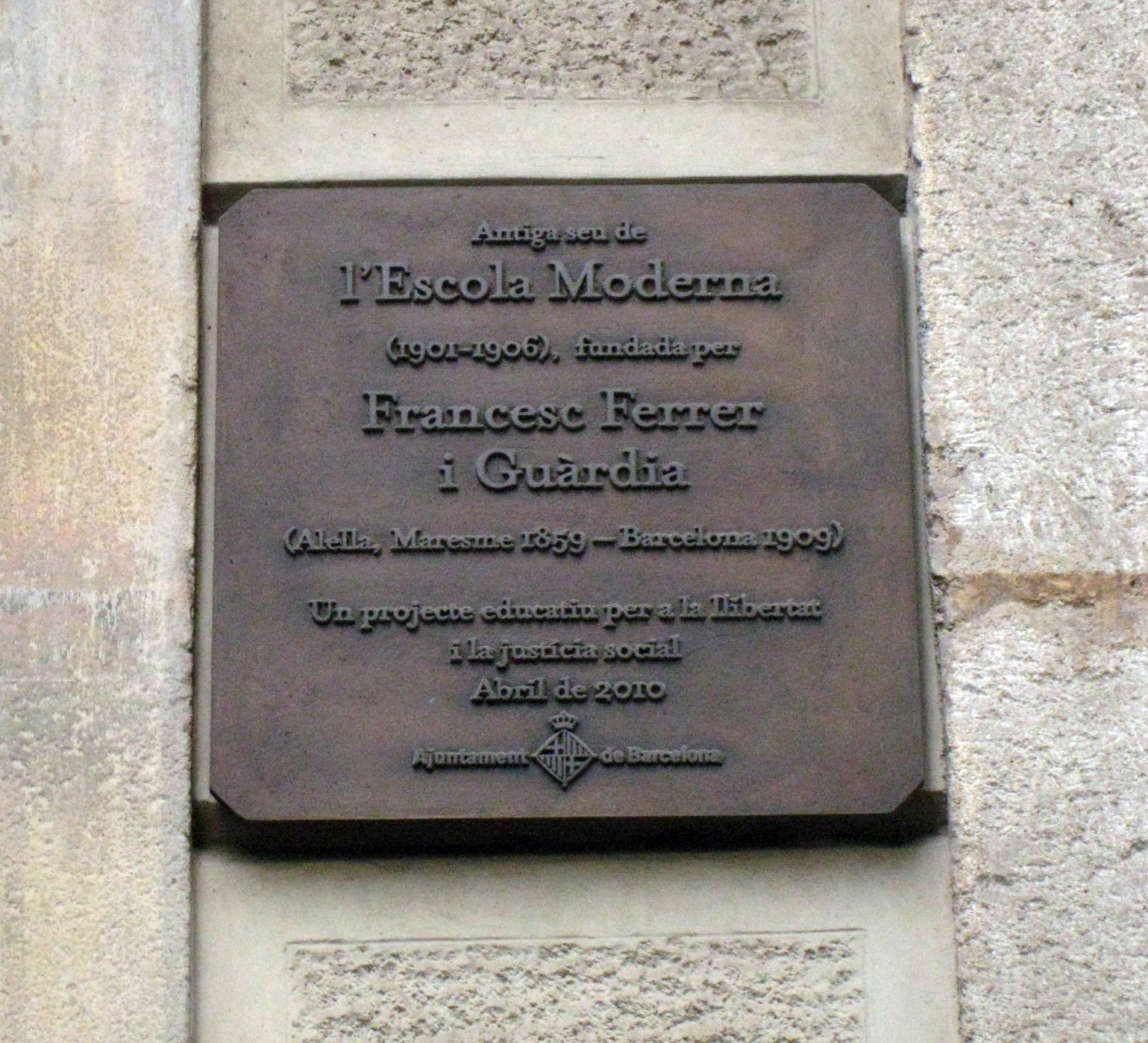
Placa en record de l'antiga seu de l'Escola Moderna (1901-1906), al carrer de Bailèn núm. 56 de Barcelona

L'Escola Moderna va ser un projecte educatiu dirigit a les classes socials més baixes amb el propòsit que aquestes tinguessin accés a una educació científica, democràtica i de qualitat.
Al segle xx l'educació estava a càrrec de l'Església que atenia a les necessitats dels nens de classe burgesa o acomodada mentre que els nens de classe obrera eren atesos per mestres desventurats de l’Estat.
Francesc Ferrer i Guàrdia, influenciat per les idees anarquistes, es posicionava a favor de les teories del pensament llibertari així que va prendre la decisió que l'educació de les masses populars seria el primer pas per poder dur a terme una revolució social del proletariat.
Ferrer i Guàrdia va apostar per una educació laica, mixta, democràtica, on l'educació es portés a terme des d’una comunicació bidireccional, sempre des d’uns principis ètics i de respecte als altres i al món que ens envolta.
Aquestes noves tècniques pedagògiques englobades genèricament sota el nom d’ Escola Moderna o Escola Nova xocaven frontalment amb les institucions educatives del darrer terç del segle xix, que eren bàsicament dependents de l’Església Catòlica.
Cal tenir en compte que avui en dia la petjada de Ferrer i Guàrdia és present al nostre sistema educatiu.

## Pedagogia llibertària
La pedagogia llibertària es tracta d’un corrent educatiu el qual presenta una crítica directa a l'educació tradicional, ja que en aquesta els mestres controlen i supervisen l'aprenentatge amb certa superioritat i la personalització és poc o gens adequada al perfil de l'alumnat.
Aquesta pretén adequar als individus a la seva realitat històrica, política i social. La pedagogia llibertària defensa la raó, la ciència, el diàleg, l’antiautoritarisme (rebutja qualsevol forma d’autoritat i jerarquia), l’autonomia individual, la recerca de la major igualtat possible entre el/la mestre/a i l’alumne/a i un mètode d'aprenentatge en el qual la persona tingui un desenvolupament lliure.
Davant això es pot dir que la primera influència d’un espai basat íntegrament en una pedagogia llibertària va ser l'Escola Moderna.

## Característiques
La principal característica de l'escola moderna és que està basada en el pensament racionalista, el qual es refereix a la creença que la raó és més important que els sentits en obtenir coneixement.
El context en el qual es troba l'escola moderna és en un sistema educatiu en crisis. En la pedagogia espanyola predominaven doctrinalment dos moviments «humanístics»: el «neohumanismo liberal» i l'«humanisme cristià», per això l'escola moderna es presentava socialment crítica i ideològicament contextualitzada en la racionalització social del poder dominant.
Arrel d’aquesta situació l'escola moderna va sorgir amb l’objectiu de crear una educació nova, en llibertat que es contraposés a la instrucció educativa predominant i donant importància a l'educació com a motor del canvi social i polític.
L'escola moderna va proporcionar un gir pedagògic en centrar l'acció didàctica en la subjectivitat de l'alumnat, en la seva individualitat, autonomia i alliberament.

## El professorat de l'Escola Moderna
Els professionals de l'ensenyança, per adaptar-se a l'ensenyança científica i racional, havien de passar per una preparació difícil i no sempre realitzable a causa dels impediments de la rutina. També s'oferien professors sense prèvies nocions pedagògiques entusiasmats per la idea, per tant, es necessitava amb més motiu preparació.
El problema requeria una solució difícil perquè no hi havia cap altra manera de preparar-se i adaptar-se a l'escola racional. Però ja que l’Escola Moderna va ser creada amb recursos propis i la vista fixada en un criteri fix, totes les anteriors dificultats s'alleugerien perquè tota imposició dogmàtica era descoberta i refusada l'experiència anava formant aquesta nova ciència pedagògica.
No obstant això, Ferrer i Guàrdia va crear una Escola Normal racionalista per a l'ensenyament de professors, sota la direcció d’un mestre experimentat i amb l’ajuda d'altres professors.
El professorat de l’Escola Moderna tenien la missió de no educar a l’alumnat de manera coercitiva sinó que havien d’educar acompanyant a l’alumnat, fent de guia per tal que l’alumne/a realitzés de manera lliure el seu aprenentatge, al seu ritme i tenint en compte els seus interessos.
Una altra de les missions era crear a grans persones a través de l’aprenentatge, no es basaven en crear a grans matemàtics o grans científics, sinó crear persones que es poguessin en el futur desenvolupar en els diversos contextos de la seva vida. Podem dir que el que buscaven era un ensenyament pràctic, vital i participatiu.

## Principis de l’Escola Moderna
L'Escola Moderna és característica per alguns trets concrets, aquests són els següents: 
- L'escola Moderna es basa en una escola la qual és racionalista, és a dir, hi predomina el lliure discurs de la raó.[10]

- Un dels altres principis és l'educació llibertària, la qual insisteix en educar per al futur, l’objectiu principal d’aquesta és l’avanç social anant en contra de l'escola tradicional.[11]

- En l'educació de l'escola moderna el mestre es converteix en guia i en expositor d'idees.[10]

- L'Escola Moderna es basa en el lliurepensament, un pensament dominat per l'ateisme.[12] Ferrer i Guàrdia va decidir crear una escola la qual nega tot tipus de dogma i creença religiosa i defensava els mètodes basats en la ciència.[10]

- Si ens centrem en el tipus d’educació l’Escola Moderna cerca l'educació integral la qual es refereix al desenvolupament complet de l’individu en totes les potencialitats humanes.[13]

- L’alumne s'ha d'apropar a la natura, integrar-se en el medi que l'envolta.[10]

- A diferència del model tradicional, l'educació d’aquesta escola es basa en la coeducació, és a dir, crear sempre situacions d'igualtat d’oportunitats en tots els tipus, nivells i modalitats educatives independentment del sexe.[14]

- L'escola té un gran rebuig cap al terme "competitiu", per tant els premis, càstigs i exàmens són absents, el més important són els acords.[10]
- La seva educació es basava en l'evolució dels nens/es de forma individualitzada.[10]

- L'escola moderna va ser de les primeres escoles en prioritzar la higiene a la Institució i a la mentalitat dels sues estudiants. També comptava amb inspecció mèdica pròpia. Un dels fets més importants va ser incorporar la gimnàstica i la higiene com a disciplines regulars al curs, encara que van trigar a ser disciplines especialitzades, entraven com a contingut o tòpic en les assignatures.[15]

## Clausura de l'Escola Moderna
Al 1906, Ferrer va ser acusat per l’intent de regicidi que portà a terme Mateu Morral. Aquest va ser empresonat i Ferrer i Guàrdia des de la presó va dir: 
```
«La Escuela Moderna pretende combatir cuantos prejuicios dificulten la emancipación total del individuo, y para ello adopta el racionalismo humanitario, que consiste en inculcar a la infancia el afán de conocer el origen de todas las injusticias sociales para que, con su conocimiento, puedan luego combatirlas y oponerse a ellas. El estudio de cuanto sea favorable a la libertad del individuo y a la armonía de la colectividad, mediante un régimen de paz, de amor y bienestar para todos sin distinción de clases ni de sexos».
```

Després d’aquests fets l’Escola Moderna va ser perseguida per part d’alguns sectors polítics més conservadors i religiosos fins que finalment es va clausurar definitivament.
Deixat en llibertat, Ferrer dedicà la majoria dels seus esforços a l’activitat editorial i a la coordinació de projectes pedagògics inspirats en l’Escola Moderna, ja que li va ser impossible tornar-la a obrir. Va continuar la seva activitat pedagògica portant a la pràctica la creació de la Lliga Internacional per a l’Educació Racional de la Infància, els òrgans de la qual són l’École Rénovée a Brussel·les, secundada pel Boletín de la Escuela Moderna de Barcelona i l’Scuola Laica de Roma, on exposava, discutia i difonia totes les novetats pedagògiques.
L'afusellament de Ferrer i Guàrdia va sorgir a causa de la revolta anomenada Setmana Tràgica a Barcelona. Ferrer i Guàrdia va ser acusat de ser el dirigent d’aquesta revolució. A causa d'aquesta acusació hi va haver massives protestes internacionals però no van poder evitar la seva mort. Cal destacar que no s'havia provat que tingués cap relació directa amb els incidents. 
A conseqüència d'aquests successos moltes escoles laiques particulars i altres de sostingudes per societats es van interessar pel model de l’Escola Moderna. A partir d’aquí, la seva influència estesa per les altres escoles a manera de sucursals van procurar que a pesar de la clausura de l’Escola Moderna de Barcelona, la seva ànima i raó de ser continués existint.